# Ніконов Ігор Сергійович
Ігор Сергійович Ніконов (нар. 25 червня 1982) — український футболіст, що грав на позиції захисника. Відомий за виступами в низці клубів першої ліги.

## Клубна кар'єра
Ігор Ніконов розпочав займатися футболом у школі клубу «Сталь» з Алчевська, з 2000 року грав у фарм-клубі алчевської команди в другій лізі. На початку 2003 року футболіст грав у складі команди другої ліги «Авангард» з Ровеньків. У другій половині року Ніконов перейшов до складу клубу другої ліги «Сталь» з Дніпродзержинська, в якій грав протягом сезону 2003—2004 років. Протягом сезону 2004—2005 років Ігор Ніконов грав у складі команди другої ліги «Титан» з Армянська. У другій половині 2005 року футболіст грав у складі сімферопольського клубу першої ліги «Динамо-ІгроСервіс». Протягом 2006 року Ніконов грав у складі іншої першолігової команди ЦСКА з Києва. Протягом 2007 року футболіст грав у складі команди першої ліги ПФК «Олександрія».
На початку 2008 року Ігор Ніконов перебував у складі білоруської команди «Граніт», проте грав виключно за дублюючий склад. З початку сезону 2008—2009 років український захисник повернувся на батьківщину, де грав у складі команди другої ліги «Арсенал» з Білої Церкви. У другій половині 2009 року футболіст грав у складі команди першої ліги «Нафтовик-Укрнафта», а на початку 2010 року грав у складі іншої команди першої ліги «Фенікс-Іллічовець». На початку сезону 2011—2012 років Ніконов перейшов до складу команди другої ліги «Десна», а в другій половині сезону грав у іншій команді другої ліги «Прикарпаття» з Івано-Франківська. У другій половині року футболіст грав у складі команди другої ліги «Кремінь» з Кременчука. Після цього Ігор Ніконов до 2016 року грав у складі низки аматорських клубів.